# Línea Puertollano-Marmolejo
La línea Puertollano-Marmolejo, también conocida como línea Puertollano-Córdoba, fue un proyecto ferroviario español que pretendía enlazar por ferrocarril la localidad manchega de Puertollano con Marmolejo, en el valle del Guadalquivir, atravesando la difícil orografía de Sierra Morena.

## Historia
En 1880 la Compañía de los Ferrocarriles de Ciudad Real a Badajoz y de Almorchón a Belmez (CRB) consiguió una concesión para construir una línea férrea que se iniciaba en la importante localidad minera de Puertollano y que, siguiendo el cauce de los ríos Ojailén, Fresneda y Jándula, llegaba hasta Marmolejo, en el valle del Guadalquivir. Sin embargo, ese mismo año la CRB sería absorbida por la compañía MZA y el proyecto no llegaría a materializarse, quedando en el olvido.
En el Plan Preferente de Ferrocarriles de Urgente Construcción que aprobó la dictadura de Primo de Rivera en 1926, más conocido como el Plan Guadalhorce, se contemplaba la construcción de la línea Puertollano-Marmolejo. A través de este trazado, que tendría una longitud de unos 118 kilómetros, se enlazaría la línea Madrid-Badajoz con la línea general de Andalucía por un acceso alternativo al paso de Despeñaperros. Los trabajos se iniciaron al año siguiente, llegando a explanarse el terreno en un tramo de 30 km a partir de Puertollano y otros 20 km a partir de Marmolejo. Sin embargo, las obras se verían paralizadas durante la Guerra Civil y los primeros años de la posguerra. Aunque la dictadura franquista reinició la construcción, esta avanzó a un ritmo tan lento que apenas si se acometieron las obras en el tramo de mayor dificultad. Sí se llegaron a perforar varios túneles y también se completaron algunos trabajos de explanación. La construcción de la línea Puertollano-Marmolejo sería abandonada definitivamente durante la década de 1960, tras un informe del Banco Mundial que recomendaba al Estado no proseguir con la construcción de nuevas líneas férreas.